# French Connection (album)
Pour les articles homonymes, voir French Connection (homonymie).
Albums de Kate Ryan
Free
(2008) Electroshock
(2012)
Singles
1. Babacar
Sortie : 12 juin 2009
2. Évidemment
Sortie : 9 octobre 2009

French Connection est une compilation de chansons francophones de la chanteuse belge Kate Ryan. Il est sorti le 13 octobre 2009 au Canada, le 23 octobre 2009 en Belgique et le 30 octobre 2009 en Pologne. Deux chansons de l'album sont extraites en single, Babacar et Évidemment.

## Liste des titres
| No  | Titre                                         | Durée |
| --- | --------------------------------------------- | ----- |
| 1.  | Ella, elle l'a                                | 3:07  |
| 2.  | Babacar                                       | 3:14  |
| 3.  | Désenchantée                                  | 3:39  |
| 4.  | Libertine                                     | 3:14  |
| 5.  | Évidemment                                    | 3:10  |
| 6.  | Mon cœur résiste encore (version 2009)        | 4:10  |
| 7.  | La Promesse                                   | 3:27  |
| 8.  | Tes yeux                                      | 3:49  |
| 9.  | Toute Première Fois                           | 4:10  |
| 10. | Les Divas du dancing                          | 3:27  |
| 11. | Sage comme une image                          | 3:05  |
| 12. | Caminaré (Je m'en irai) (avec Soraya Arnelas) | 3:31  |
| 13. | Voyage, Voyage                                | 3:10  |
| 14. | Désenchantée (version 2009)                   | 4:09  |
| 15. | Libertine (version 2009)                      | 3:05  |
| 16. | Évidemment (2N Remix)                         | 3:17  |
| 17. | Voyage Voyage (Live Acoustic)                 | 3:06  |